# Thaddäus Müller

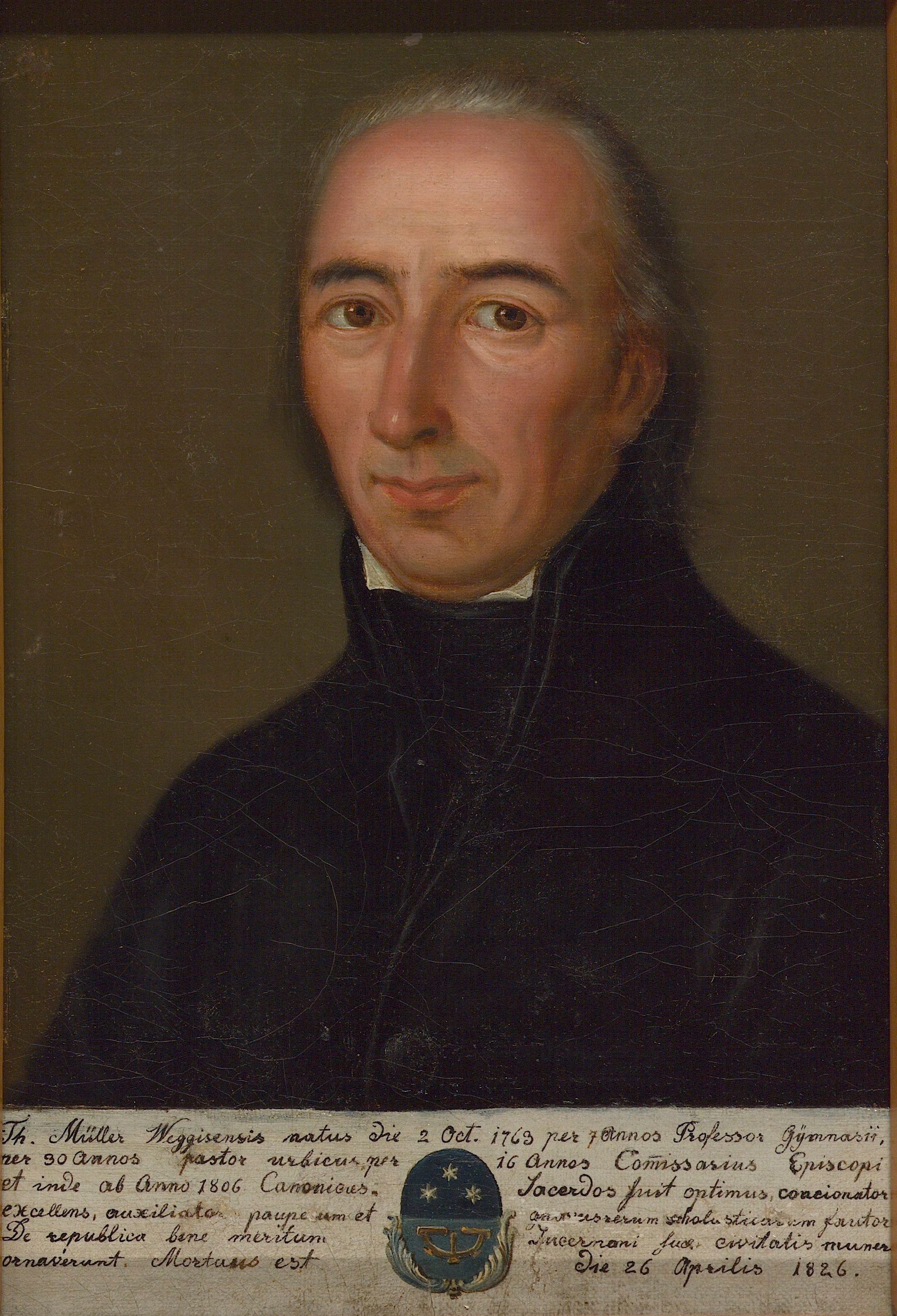
Porträt von Thaddäus Müller

Thaddäus Müller (* 2. Oktober 1763 in Luzern; † 10. April 1826 ebenda) war ein Schweizer Theologe. Er war Stadtpfarrer von Luzern und Bischöflicher Kommissar.

## Leben
Thaddäus Müller war der Sohn des Schiffszimmermanns Peter Müller und dessen Ehefrau Anna Maria Sigrist. Er besuchte anfangs die Luzerner Stiftsschule und später das Gymnasium in Luzern. Dort wurde er durch die unterrichtenden Lehrer Franz Regis Krauer (* 5. Juli 1739 in Luzern; †  5. Oktober 1806 ebenda) und Joseph Ignaz Zimmermann unterrichtet und gefördert.
Nach Beendigung der Schule fand Thaddäus Müller eine Anstellung als Hauslehrer beim Staatsschreiber Karl Martin Keller (* 19. Februar 1737; †  24. Januar 1789) für dessen Sohn, den späteren Schultheissen Xaver Keller (* 12. Oktober 1772 in Luzern; †  12. September 1816 ebenda). Nach der Priesterweihe 1786 begann er als Pfarrhelfer an der Luzerner Hofkirche St. Leodegar beim damaligen Stadtpfarrer Alois Keller zu wirken. Alois Keller, der ein Bruder des Staatsschreibers Karl Martin Keller war, bereitete Thaddäus Müller auf seinen künftigen Beruf vor. 1789 bekam dieser eine Stelle als Lehrer am Luzerner Gymnasium angeboten und war dort bis 1796 als Rhetoriklehrer tätig.
1796 starb Alois Keller, und Thaddäus Müller bekam die Nachfolge der Stadtpfarrer-Stelle als erster Nicht-Stadtbürger übertragen. Auf Vorschlag der Regierung vom Konstanzer Fürstbischof wurde er 1798 zum Bischöflichen Kommissar mit generalvikarähnlicher Stellung im Kanton Luzern und Unterwalden übertragen.
Bildungsminister Philipp Albert Stapfer wollte 1798 das Schulwesen verändern, um die Volksbildung zu verbessern, hierzu wurden am 24. Juli 1798 kantonale Erziehungsräte gebildet, und Thaddäus Müller war die Seele dieser Bildungskommission in Luzern. Er war massgeblich an den Reformen des höheren Schulwesens beteiligt. Weder die geistlichen noch die theologischen Vorgesetzten hatten ein Interesse an der Ausbildung des Schulwesens, weil sie die Notwendigkeit nicht sahen. Thaddäus Müller war seinerzeit einer der wenigen, die sich intensiv mit diesem Thema beschäftigt hatten und nun gegen verschiedene Widerstände die Reformen beharrlich fortführten.
Auch in der Bevölkerung herrschte das Vorurteil, dass die Kinder nicht gelehrter sein sollten als die Eltern. Das Beamtentum sperrte sich gegen Änderungen, weil einige wenige Familien die Beamten stellten und die Dienstposten auf deren Kinder übergingen. Die Pfarrer, denen die Aufsicht über die Schulen übertragen wurde, wollten diese nicht ausüben, weil dies zu Mehrarbeit führte und sie sich fachlich nicht zuständig sahen. Es fehlte auch an geeignetem Personal für den Lehrkörper, weil in der Vergangenheit Beamtensöhne eingestellt wurden, ohne zu prüfen, ob sie die erforderlichen Einstellungsvoraussetzungen erfüllten. Durch die Übertragung der Lehrerstelle entgingen sie jedoch ihren militärischen Verpflichtungen. Weiterhin fehlte es an finanziellen Mitteln sowie an geeigneten Gebäuden, um Schulen einzurichten.
Thaddäus Müllers beharrlicher Wille und sein Geschick führten dazu, dass das Landschulwesen im Kanton Luzern auf- und ausgebaut werden konnte. Er war auch bemüht, die Ausbildung der Geistlichen zu verbessern, und gründete hierzu ein Examinations-Kollegium, vor dem alle Geistlichen, die ein Amt mit Pfründen erhalten wollten, eine Prüfung ablegen mussten.
Am 19. Februar 1806 schloss die Mediations-Regierung des Kantons Luzern auf Initiative und Vermittlung von Thaddäus Müller das Wessenberg-Konkordat mit dem Bischof Karl Theodor von Dalberg ab. Dieses staatskirchlich geprägte, jedoch die bischöflichen Rechte grundsätzlich wahrende Vertragswerk überdauerte alle politischen Umstürze des 19. Jahrhunderts und bildete bis 1931 die Grundlage des Luzerner Staatskirchenrechts. Aufgrund von Thaddäus Müllers Bemühungen wurden in diesem Konkordat wesentliche Änderungen vorgenommen; so liess er vertraglich vereinbaren, dass die Pfarreien neu geordnet wurden, so dass die Gläubigen näher an ihrer nächsten Kirche waren und nicht weite Wege zu ihrer zuständigen Pfarrkirche zurücklegen mussten, ausserdem wurden die Pfarreien in Klassifikationen eingeteilt, um eine gerechtere und gleichmässigere Besoldung der Geistlichen sicherzustellen. Weiterhin trug er Sorge, dass der Chorherrenstift St. Michael Beromünster zum Wohnsitz der alten Seelsorger bestimmt wurde, die dort ihren Lebensabend verbrachten. Alle geistlichen Benefizien mussten bei künftiger Besetzung mit der Pflicht der Seelsorge oder des Jugendunterrichtes verbunden sein. Zur Verbesserung der Bildung der Kleriker wurde im Konkordat vereinbart, dass ein Bischöfliches Seminar errichtet wird. Dies wurde in der Stadt Luzern in das ehemalige Ursulinerkloster verlegt. Thaddäus Müller wurde dort die Leitung des Bischöflichen Seminars übertragen. Später wurde Professor Thaddäus Anton Dereser mit der Leitung des Priesterseminars beauftragt.
1815 trennte sich Luzern von der Diözese Konstanz. Dieses führte dazu, dass der neue apostolische Generalvikar Franz Bernhard Göldlin von Tiefenau Thaddäus Müller das Kommissariat entzog und dieses selbst übernahm. Dadurch verlor Thaddäus Müller die Aufsicht über das Priesterseminar, das bald darauf 1818 geschlossen wurde. Ebenso wurde er nicht mehr in den neu gebildeten Erziehungsrat gewählt und verlor dadurch auch die Aufsicht über das Landschulwesen.
Aufgrund seiner Verdienste erhielt er nun aber die vollen Einkünfte des von ihm seit 1806 bekleideten Kanonikats nebst der Pfarrstelle, die er in der Vergangenheit nur zur Hälfte bezogen hatte.
1820 wurde er von der Regierung des Kantons Luzern zum Nachfolger des verstorbenen Generalvikars Franz Bernhard Göldlin von Tiefenau gewählt.

## Werke (Auszüge)
- Die alten Schweizer und ihr Enkel; s. l., 1784.
- Die Sempacherschlacht, eine Schweizerballade : Gesungen für die Militärische Gesellschaft in Sursee auf das vierte Sekulum; Luzern : Salzmann, 1786.
- Kleine Monatschrift fuer Kinder und junge Leute, Zeitschrift, Erster Jahrgang 1792; Luzern : gedruckt und verlegt bey Joseph Aloys Salzmann.
- Nachricht von dem Wunderwerk, das in der Domkirche zu Ankona sich zugetragen, wo eine Bildniss der seligsten Jungfrau, die dort zur Verehrung der Gläubigen ausgesetzet ist, zu verschiedenen Malen die Augen aufgemacht und wieder geschlossen hat; Luzern : gedruckt bey Georg Ignaz Thüring, Stadtbuchdrucker, [1796]
- Predigt, gehalten in der Pfarrkirche zu Luzern, am Bethtage der Helvetischen Republik, den 6. Herbstmonat 1798; Luzern : Gedruckt bey Balthasar und Meyer, [1798]
- Ein religiöses u. patriotisches Wort zur Vorbereitung auf d. Eidestag; Luzern : Thüring, 1798.
- An tugendhafte Familien aller Kantone : Aufforderung zur Unterstützung der Waisen in Unterwalden; Luzern, 1798.
- Die Hilfe des Herrn und wie man der Hilfe des Herrn sich würdig macht : Bethtagspredigt, gehalten in der Parrkicher zu Luzern, den 8ten Herbstmonat 1799; Luzern : bey Meyer und Compagnie, 1799.
- Soll man die Pfarrwahlen den Gemeinen ueberlassen? Beantwortet in Beziehung auf den katholischen Theil von Helvetien; Luzern : Gedruckt by Meyer und zu haben bey M. Anich, 1799.
- Zwei Anreden gehalten bei der feierlichen Einsetzung des Erziehungsrathes zu Luzern den 20. Jenner 1799; Luzern : Gruner und Gessner, 1799.
- Der Commissarius zu Luzern an die Bürger Pfarrer seines Commissariatsbezirkes in den Kantonen Luzern, Waldstätten und Baden; Luzern, 1799.
- Die Hilfe des Herrn, und wie man der Hilfe des Herrn sich würdig macht: Bethtgaspredigt gehalten ... 1799; Luzern, 1799.
- An tugendhafte und wohlthätige Familien aller Kantonen : [Aufruf die verwaisten Kinder der fürs Vaterland gefallenen Mitbürger in Pflege und Erziehung zu nehmen]; Luzern, 1799.
- Zuschrift des Bischöfflichen Commissarius zu Luzern, an den gesetzgebenden Rath für die Unterstützung der Geistlichkeit des Kantons Luzern: samt dem Begleitungs-Schreiben des B. Regierungs-Statthalters eben dieses Kantons [Xav. Keller]; Luzern: gedruckt bey Meyer und Compagnie, 1800.
- An das katholische Volk; Luzern; gedruckt bey Georg Ignaz Thüring, [ca. 1800]
- Von den Anspruechen der Pfarrer auf den Zehnten; Luzern : Gedruckt bey Meyer, 1800.
- Gedächtnissrede der Sempacher-Schlacht: Gehalten auf dem Schlachtfeld, den 16 Julius 1801; Luzern : Meyer und Compagnie, 1801.
- Ode auf Johann Caspar Lavater; Luzern : Anich, 1801.
- Gedächtnissrede der Sempacher-Schlacht; Stāfa a Zürichsee : Brentano, 1802.
- Zwey Bethtagspredigten gehalten im Herbst- und Weinmonat 1802; Frankfurt am Main Universitätsbibliothek Johann Christian Senckenberg 2016.
- Pastoralbrief; [S.l.] : [s.n.], 1803.
- Nach Viktor Lorenz Huebers Enthauptung zu Luzern am 9ten Heumonats 1805 : Ein Wort auf der Richtstätte ans Volk fürs Volk gesprochen vom Pfarrer des Ortes; Luzern : Xaver Meyer, 1805.
- Der bischöfliche Kommissarius zu Luzern an die Hochwürdige Curatgeistlichkeit des Kantons; Luzern : [s.n.], 1806.
- Nach der Hinrichtung des Johann Fischers von Geltwyl und des Anton Lörchs von Wauwyl: Eine Standrede, auf der Richtstätte ausser der Stadt Luzern gehalten, den 14ten Brachmonats 1806 vom Stadtpfarrer daselbst; Luzern : Xaver Meyer, 1806.
- Als Jakob Büöchler von Hergiswil, und Elisabetha Meyer von Menznau hingerichtet waren, am 7ten März 1807; Luzern : Xaver Meyer, 1807.
- Anrede nach der Hinrichtung Jakob Wasers von Engelberg an's Volk gehalten, den 12ten Christmonat, 1807; Luzern : Xaver Meyer, 1807.
- Anrede des Bischöflichen Herrn Kommissarius bey der Eröffnung des Klerikalseminariums zu Luzern: den 14. Wintermonat 1808; [S.l.] : [s.n.], 1808
- Sätze und kürzere Auszüge aus schriftlichen Vorlesungen über einige Fächer der Pastoraltheologie: an die Herren Alumnen des neuen Priesterhauses zu Luzern; Luzern : Anich, 1808.
- Ein Wort der Erbauung nach der Hinrichtung Victor Hofers von Biberist und des Martin Doebelins von Murg aus dem Schwarzwald : gesprochen am 15ten Weinmonats 1808; Luzern : gedruckt bey Xaver Meyer, 1808.
- Ein Wort der Erbauung nach der Hinrichtung Victor Hofers; Luzern, 1808.
- Bey der Beerdigung Herrn Adam Heberle's von Ravensburg .. zu Luzern; Luzern, 1809.
- Predigt am Eidsgenössischen Bethtag 1809 gehalten; Luzern : [s.n.], 1809.
- Die Heu- und Kornerndte : zwey Predigten am vierten und sechsten Sonntag nach Pfingsten, 1809; Luzern : Xaver Meyer, 1809.
- Der bischöfliche Kommissarius zu Luzern an die hochwürdige Kuratgeistlichkeit des Kantons; Artikel in "Beytraege zur Kenntniss und Beförderung des Kirchen- und Schulwesens in der Schweiz", Bd. 4, Stück 1 (1810), S. 24–35
- Gegen eine Rezension in der neuen Oberdeutschen allgemeinen Literatur-Zeitung: [Luzern, den 15ten Juni 1810]; [Luzern] : [s.n.], [1810]
- Am Tag der Beerdigung des Herrn Altseckelmeister Joseph Anton Felix Balthasars; Luzern : Gedruckt bey Xaver Meyer, 1810.
- Einige Worte über den Geist des Christenthums und der Literatur im Verhältniß zu den Thaddäus Müllerschen Schriften; [S.l.] 1810
- Nach der Hinrichtung des Anton Meyers von Sulz zu Luzern; Luzern, 1811.
- Tonkunst, trägt zur Bildung der Jugend beÿ, oder, Die dankbaren Zöglinge: Operette für Kinder, in 2 Akten; Partitur 1812
- Nach der Hinrichtung des Aloys Schneiters, den 10ten Heumonat 1813: Ansprache; Luzern : Georg Ignaz Thüring und Sohn, [1813]
- Das Dörfchen: eine Operette für Kinder in drei Aufzügen; [S.l.] : [s.n.], [1813]
- Lobrede auf seine Päbstliche Heiligkeit, Pius VII : gehalten in der Stifts- und Pfarrkirche zu Luzern, den 19ten Brachmonat 1814; Luzern : Anich, 1814.
- Zum Andenken des seligen Herrn Herrn Franz Xaver Keller, Schultheissen zu Luzern; Luzern : [s.n.], 1816.
- Rede, den 29ten März 1817 von der Richtstätte zu Luzern ans Volk gehalten, nachdem Joseph Schaller v. Dagmersellen hingerichtet war; [S.l.] : [s.n.], [2002]
- Acht Reden aus dem Richtplatze; Luzern, 1805–1817.
- Im Namen der Hülfsgesellschaft zu Luzern: Aufmunterung zur Wohltätigkeit; [S.l.], [1817]
- Rede bey der Schlachtkapelle zu Sempach am 12. Julius 1819; Luzern : Xaver Meyer, 1819.
- Einladung zur christlichen Liebessteuer für die nach Brasilien ausgewanderten Schweizer : Eine Predigt gehalten zu Luzern am 3ten Sonntag nach dem Feste der hl. drey Könige, den 27ten Jänner 1822; Luzern : Xaver Meyer, 1822.
- Auf den seligen Hintritt seiner Heiligkeit Pius VII. und hierauf erfolgte Wahl seiner Heiligkeit Leo XII : zwey Reden, am 16ten und 22sten Sonntag nach Pfingsten dieses Jahres in der Stifts- und Pfarrkirche zu Luzern gehalten; Luzern : Meyer, 1823.
- Für die durch Brand verunglückte Pfarrey Menzberg im Kanton Luzern: Predigt am Sonntag nach Weihnachten 1823 in der Stifts- und Pfarrkirche zu Luzern gehalten; Luzern : Haut, 1824.
- Die schweizerischen Schlachtfelder : Eine Rede auf dem Schlachtfelde zu Sempach, gehalten den 11. Julius 1825; Luzern : [s.n.], 1825.
- Höre an den Rath und nimm die Unterweisung an: Sprichwörter Salomons 19, 20: ein Neujahrs-Geschenk, der Pfarrgemeinde als Andenken gereicht von ihrem Seelsorger; Luzern : Joh. Martin Anich, 1830.
- Das Zürcherische Gesangbuch in s. Entstehung u. s. Wesen; Zürich ; Frauenfeld, 1855.